# 선인도유럽 언어
선인도유럽 언어(先印歐言語, 영어: Pre-Indo-European languages)는 선사시대 또는 고대의 유럽과 남아시아에 인도유럽어족이 도래하기 이전 존재하였던 언어들을 일컫는 말이다.

## 살아남은 언어
- 인도 아대륙: 드라비다어족, 문다어파, 니할리어, 쿠순다어, 베다어, 부루샤스키어
- 캅카스: 카르트벨리어족, 북동캅카스어족, 북서캅카스어족
- 이베리아반도: 바스크어
- 북유럽: 우랄어족

## 기층 언어
여러 선인도유럽 언어들은 사멸하면서도 이후 이들을 대체한 인도유럽어족 언어에 기층(substrate)적 흔적을 남기기도 했다.
- 아나톨리아어파 이전: 하티어
- 아르메니아어 이전: 후르리우라르투어족
- 베다 산스크리트어 이전: 인더스 문명 언어 (하라파어), 엘람어, 드라비다어족, 문다어파, 부루샤스키어
- 그리스어 이전: 선그리스 제어
- 게르만어파 이전: 게르만어파 기층 가설
- 켈트어파 이전: 바스크어, 이베리아어, 타르테시아어
- 이탈리아어 이전: 티레니아어족(에트루리아어 등), 고사르데냐어

## 같이 보기
- 고유럽 제어